# Бова-Марина
Бова-Марина (італ. Bova Marina, сиц. Bova Marina) — муніципалітет в Італії, у регіоні Калабрія,  метрополійне місто Реджо-Калабрія‎.
Бова-Марина розташована на відстані близько 530 км на південний схід від Рима, 125 км на південний захід від Катандзаро, 30 км на південний схід від Реджо-Калабрії.
Населення — 4207 осіб (2014).
Покровитель — Madonna del Mare
(Stella Maris).

## Демографія
Населення за роками:

Станом на 1 січня 2023 року в муніципалітеті офіційно проживало 440 іноземців з 28 країн, серед них 129 громадян країн Євросоюзу та 7 громадян України.

## Сусідні муніципалітети
- Бова
- Кондофурі
- Паліцці